# Gonçalo Ribeiro
Gonçalo Miguel Azevedo Ribeiro (Vila Nova de Gaia, Portugal, 15 de enero de 2006) es un futbolista porrtugués que juega de portero en el F. C. Porto "B" de la Segunda División de Portugal.

## Trayectoria
Es un canterano del F. C. Pedroso, del Dragon Force F. C. y del F. C. Porto. Firmó su primer contrato profesional con el Porto el 8 de abril de 2022, hasta 2026. Debutó como profesional con el Oporto B en una victoria por 3-2 en la Segunda División de Portugal contra el Belenenses Futebol SAD el 14 de agosto de 2022, y con 16 años, 6 meses y 31 días se convirtió en el portero más joven de la historia de la división. En diciembre de 2022 fue nombrado Joven Deportista del Año de Porto. El 11 de octubre de 2023 fue elegido por el diario inglés The Guardian como uno de los mejores jugadores del mundo nacidos en 2006.
El 26 de enero de 2024 amplió su contrato con el Porto hasta 2028.

## Selección nacional
Es internacional en las categorías inferiores de la selección portuguesa, con la que ha jugado hasta la Portugal sub-19.

## Estadísticas

### Clubes
Actualizado al último partido disputado el 5 de octubre de 2024.
| F. C. Porto "B" Portugal              | 2.ª           | 2022-23       | 7  | 11 | — | — | — | — | 7  | 11 |
| F. C. Porto "B" Portugal              | 2.ª           | 2023-24       | 8  | 11 | — | — | — | — | 8  | 11 |
| F. C. Porto "B" Portugal              | 2.ª           | 2024-25       | 3  | 4  | — | — | — | — | 3  | 4  |
| F. C. Porto "B" Portugal              | Total club    | Total club    | 18 | 26 | 0 | 0 | 0 | 0 | 18 | 26 |
| Total carrera                         | Total carrera | Total carrera | 18 | 26 | 0 | 0 | 0 | 0 | 18 | 26 |
| (1) Hace referencia a goles encajados |               |               |    |    |   |   |   |   |    |    |

## Palmarés

### Títulos nacionales
| Título           | Club        | País     | Año  |
| ---------------- | ----------- | -------- | ---- |
| Copa de Portugal | F. C. Porto | Portugal | 2024 |